# 아흐메드 레다 타그나우티
아흐메드 레다 타그나우티(아랍어: أحمد رضى التغناوتي, Ahmed Reda Tagnaouti, 1996년 4월 5일 ~ )는 모로코의 축구 선수로, 현재 모로코 보톨라의 마그레브 페즈와 모로코 축구 국가대표팀에서 골키퍼로 뛰고 있다.